# IWork
iWork（アイワーク）とは、Appleが開発・販売しているソフトウェア製品（オフィススイート）である。「iWork」とは、ワープロソフト(Pages)、プレゼンテーションソフトウェア(Keynote)、表計算ソフト(Numbers)の3つをまとめての呼称である。2013年10月22日以降は、MacやiOS機器の新規購入者に対して無料で提供されている。
リリース当初〜iWork '09リリース頃まではAppleWorksの後継としてパッケージ販売されている製品であったが、Keynote, Pages, Numbersがそれぞれ単独販売になりiOS/iPadOS対応製品の追加を経て、2025年現在はiCloudとの連携でiWork for iCloudとしてマルチプラットフォーム化を果たす等、製品の多様性強化が進んでいる。

## 概要
iWorkは、2005年、プレゼンテーションソフトのKeynoteの2.0へのバージョンアップ時にリリースされたワードプロセッサーのPagesを一つのパッケージソフトとして販売開始する。その後、2007年に表計算ソフトのNumbersが加わり、2010年にリリースされたiOS版（当初はiPad版のみであった）は、iPadで動くようiWorkを作り直すというスティーブ・ジョブズのアイデアで開発された。

## 歴史
- 2005年1月 - それまで単独製品であったKeynoteが、新たに登場したPagesとセットになり、「iWork '05」として販売開始[2]。
- 2006年1月 - 「iWork '06」発売開始[3]。ユニバーサルバイナリ化。
- 2007年8月 - 「iWork '08」発売開始。新たにNumbersが追加される[4]。
- 2009年1月6日 - 「iWork '09」(9.0)発売開始[5]。Mac OS X Tiger v10.4.11以降対応。iWork '09で作った文書、スプレッドシート、プレゼンテーションが手軽に共有出来るiWork.com(beta)が発表される。
- 2010年4月3日 - iWork for iPad発売開始。3つのアプリケーションは単品発売されている。
- 2011年
  - 1月6日 - Mac App StoreでMac OS X版の3つのアプリケーションが単品発売開始。
  - 5月31日 - iPad版がユニバーサルアプリケーション化し、iOS全般に対応。
  - 7月20日 - iWork 9.1リリース。Mac OS X Lionの、フルスクリーン、再開、自動保存、バージョンの機能サポート追加[6]。
- 2012年
  - 7月24日 - iWork 9.2リリース。OS X Mountain Lionの、iCloud、音声入力、Retina ディスプレイのサポート追加[7]。
  - 12月4日 - iWork 9.3リリース[8]。
- 2013年
  - 6月10日 - WWDC 2013にて、2013年内にiWork for iCloud[9]としてWebアプリケーション版を提供することを発表。
  - 7月19日 - iWork for iCloud public beta[10]テストが始まる[11]。
  - 10月22日 - Mac版、iOS版ともに大幅なアップデートを実施。この日以降のMac, iOS機器の新規購入者に対してiWorkを無料提供することを発表。
- 2015年
  - 10月 -iCloud版のKeynote[12], Pages[13], Numbers[14]リリース。 ベータ版から多数の機能改善と対応言語の増加がはかられている。
  - 11月11日 - Mac版、iOS版ともに大幅なアップデートを実施。El Capitan, iOS 9の新機能へ対応（Split VeiwやForce touch, 3D touchへの対応など）。
- 2016年
  - 9月13日 - iOS版の大幅なアップデートを実施。 iOS 10以降が必須となる。
  - 9月20日 - Mac版の大幅なアップデートを実施。macOS Sierra以降が必須となる。
- 2019年
  - 3月28日 -  Mac版、iOS版ともに大幅なアップデートを実施。縦書き対応[15]